# C’mere
«C’mere» — песня американской пост-панк группы Interpol с её второго альбома Antics, выпущенная в виде сингла 11 апреля 2005 года лейблом Matador Records.
У разных изданий сингла «C’mere» в качестве дополнительных композиций имеются ремиксы других песен Interpol, сделанные музыкантами группы. Все вместе они присутствовали только на французском издании сингла, распространяемом лейблом EMI Records. Позже, в августе 2005 года, ремиксы были включены в специальное издание альбома Antics. В конце 2005 года лейбл Matador Records выпустил их отдельно на мини-альбоме под названием Interpol Remix.
В британском хит-параде UK Singles Chart сингл «C’mere» занял 19 позицию — на одну ниже, чем предыдущий сингл «Evil». На песню «C’mere» был выпущен музыкальный клип, снятый Associates in Science.

## Списки композиций
Компакт-диск (OLE 664-2)
1. «C’mere» — 3:12
2. «Public Pervert» (Carlos D remix) — 8:09
3. «Fog vs. Mould for the Length of Love» — 7:47
(ремикс барабанщика Сэма Фогарино и Боба Моулда к песне «Length of Love»)

7-дюймовая грампластинка (OLE 665-7)
1. «C’mere» — 3:12
2. «NARC» (Paul Banks remix) — 2:37

7-дюймовая грампластинка (ограниченное издание) (OLE 664-7)
1. «C’mere» — 3:12
2. «Not Even Jail» (Daniel Kessler remix) — 5:39

Компакт-диск (французское издание) (0946 312617 2 5)
1. «C’mere» — 3:12
2. «NARC» (Paul Banks remix) — 2:37
3. «Fog vs. Mould for the Length of Love» — 7:47
4. «Public Pervert» (Carlos D remix) — 8:09
5. «Not Even Jail» (Daniel Kessler remix) — 5:39